# Acanthochitona jugotenuis
Acanthochitona jugotenuis is een keverslakkensoort uit de familie van de Acanthochitonidae. De wetenschappelijke naam van de soort is voor het eerst geldig gepubliceerd in 1979 door Kaas.